# Come i carnevali
Come i carnevali è il decimo album in studio del cantautore italiano Bobo Rondelli, pubblicato nel 2015.

## Descrizione
Il disco è stato realizzato con la collaborazione di Francesco Bianconi (Baustelle), Fabio Marchiori e Simone Padovani. La prima traccia dell'album è un omaggio al poeta toscano Emanuel Carnevali, emigrato negli Stati Uniti. Vi sono anche riferimenti cinematografici e letterari come in Cielo e terra (Le notti bianche di Dostoevskij di cui è stato fatto un film diretto da Luchino Visconti) e La voglia matta (Conte Mascetti interpretato da Ugo Tognazzi in Amici miei). La produzione artistica è di Filippo Gatti.
Il primo brano estratto dal disco è Qualche volta sogno.

## Tracce
1. Carnevali – 3:15
2. Cielo e terra – 3:19
3. Qualche volta sogno – 3:55
4. Autorizza papà – 2:48
5. Nara F. – 3:40
6. La statale cosmica – 3:50
7. La voglia matta – 3:08
8. Tieni il mio amore – 2:56
9. Ugo's dilemma – 2:58
10. Maestro Goldszmith – 2:37